# Lijst van voetbalinterlands Amerikaans-Samoa - Cookeilanden
Deze lijst van voetbalinterlands geeft een overzicht van alle officiële voetbalinterlands tussen de nationale teams van Amerikaans-Samoa en de Cookeilanden. De landen hebben tot nu toe vijf keer tegen elkaar gespeeld. De eerste ontmoeting, een kwalificatiewedstrijd voor de OFC Nations Cup 1998, werd gespeeld in Avarua op 9 september 1998. Het laatste duel, een vriendschappelijke wedstrijd, vond plaats op 9 september 2024 in Apia (Samoa).

## Wedstrijden
| № | Plaats  | Datum            | Competitie                        | Wedstrijd                       | Uitslag |
| - | ------- | ---------------- | --------------------------------- | ------------------------------- | ------- |
| 1 | Avarua  | 9 september 1998 | OFC Nations Cup 1998 kwalificatie | Cookeilanden − Amerikaans-Samoa | 4 − 3   |
| 2 | Papeete | 12 juni 2000     | OFC Nations Cup 2000 kwalificatie | Amerikaans-Samoa − Cookeilanden | 0 − 3   |
| 3 | Apia    | 24 november 2011 | WK 2014 kwalificatie              | Amerikaans-Samoa − Cookeilanden | 1 − 1   |
| 4 | 'Ãtele  | 4 september 2015 | WK 2018 kwalificatie              | Amerikaans-Samoa − Cookeilanden | 2 − 0   |
| 5 | Apia    | 9 september 2024 | Vriendschappelijk                 | Cookeilanden − Amerikaans-Samoa | 1 − 2   |

## Samenvatting
| Competitie                   | Totaal gespeeld | Winst Am.-Samoa | Gelijk | Winst Cookeilanden | Doelsaldo Am.-Samoa – Cookeilanden |
| ---------------------------- | --------------- | --------------- | ------ | ------------------ | ---------------------------------- |
| WK-kwalificatie              | 2               | 1               | 1      | 0                  | 3 − 1                              |
| OFC Nations Cup-kwalificatie | 2               | 0               | 0      | 2                  | 3 − 7                              |
| Vriendschappelijk            | 1               | 1               | 0      | 0                  | 2 − 1                              |
| Totaal                       | 5               | 2               | 1      | 2                  | 8 − 9                              |